# Kh-58
Le Kh-58 (en russe : Х-58), Désignation OTAN : AS-11 « Kilter » est un missile antiradar soviétique d'une portée de 120 km.
En 2004, la version Kh-58U du missile était toujours la principale arme antiradar de la Russie et de ses alliés. Il est en cours de remplacement par le Kh-31.

## Développement
Le bureau d'études Bereznyak avait déjà développé le Kh-28 à ergols liquides (AS-9 « Kyle ») et le missile antiradar KSR-5P.
Il fusionna avec le bureau Raduga, en 1967, et le bureau Raduga fut donc désigné responsable d'un nouveau contrat du début des années '70, concernant la mise au point d'un successeur à carburant solide du Kh-28, afin d'en équiper le tout nouvel avion d'attaque Su-24 « Fencer-D » de Soukhoï. En conséquence, le projet s'appela d'abord « Kh24 » avant de recevoir le nom de « Kh-58 ».
Pendant les années '80, une version à rayon d'action amélioré fut développée, le Kh-58U, dotée d'une capacité d'accrochage après lancement (Lock-On After Launch - LOAL). À la chute du bloc soviétique, Raduga mit à disposition plusieurs versions pour l'export.

## Caractéristiques
Le Kh-58 fut conçu pour être employé en conjonction avec les systèmes d'acquisition de cible du Su-24, les L-086A « Fantasmagoria A » ou L-086B « Fantasmagoria B ».
La distance maximale que peut couvrir le missile jusqu'à sa cible dépend énormément de l'altitude à partir de laquelle il est tiré. Sa portée de 36 km à basse altitude passe à 120 km s'il est tiré de 10 000 m, voire 160 km s'il est tiré depuis une altitude de 15 000 m.
Comme les autres missiles soviétiques de son temps, le Kh-58 pouvait être équipé d'une grande variété d'autodirecteurs différents, afin de pouvoir cibler une grande variété de radars de défense aérienne, tels que les radars du MIM-14 Nike-Hercules ou du MIM-104 Patriot.

## Histoire opérationnelle
Le Kh-58 commença sa carrière en 1982 dans l'Union soviétique, utilisé sur le Su-24 « Fencer-D ». Le Kh-58U entra en service en 1991 sur les Su-24M et MiG-25 BM « Foxbat-F ».
La version Kh-58E pouvait être indifféremment emportée sous les Su-22M4 ou Su-25TK, alors que le Kh-58UshE semble avoir été produit pour les Su-30MKK chinois.

## Versions
- Kh-58 (Izdeliye 112) : Version originale pour le Su-24M.
- Kh-58U : Version améliorée, dotée d'une portée accrue et d'un système d'accrochage après le tir.
- Kh-58E : Version d'exportation, présentée pour la première fois en 1991[3]. C'est une version simplifiée du Kh-58U[2].
- Kh-58EM : Autre version d'exportation, présentée dans les années '90[3].
- Kh-58UshE : (Uluchshennaya Shirokopolosnaya Exportnaya : Améliorée, Bande large, Export), nouvel autodirecteur à bande large installé dans un nouveau radôme, prévu pour le Su-30MK[3].

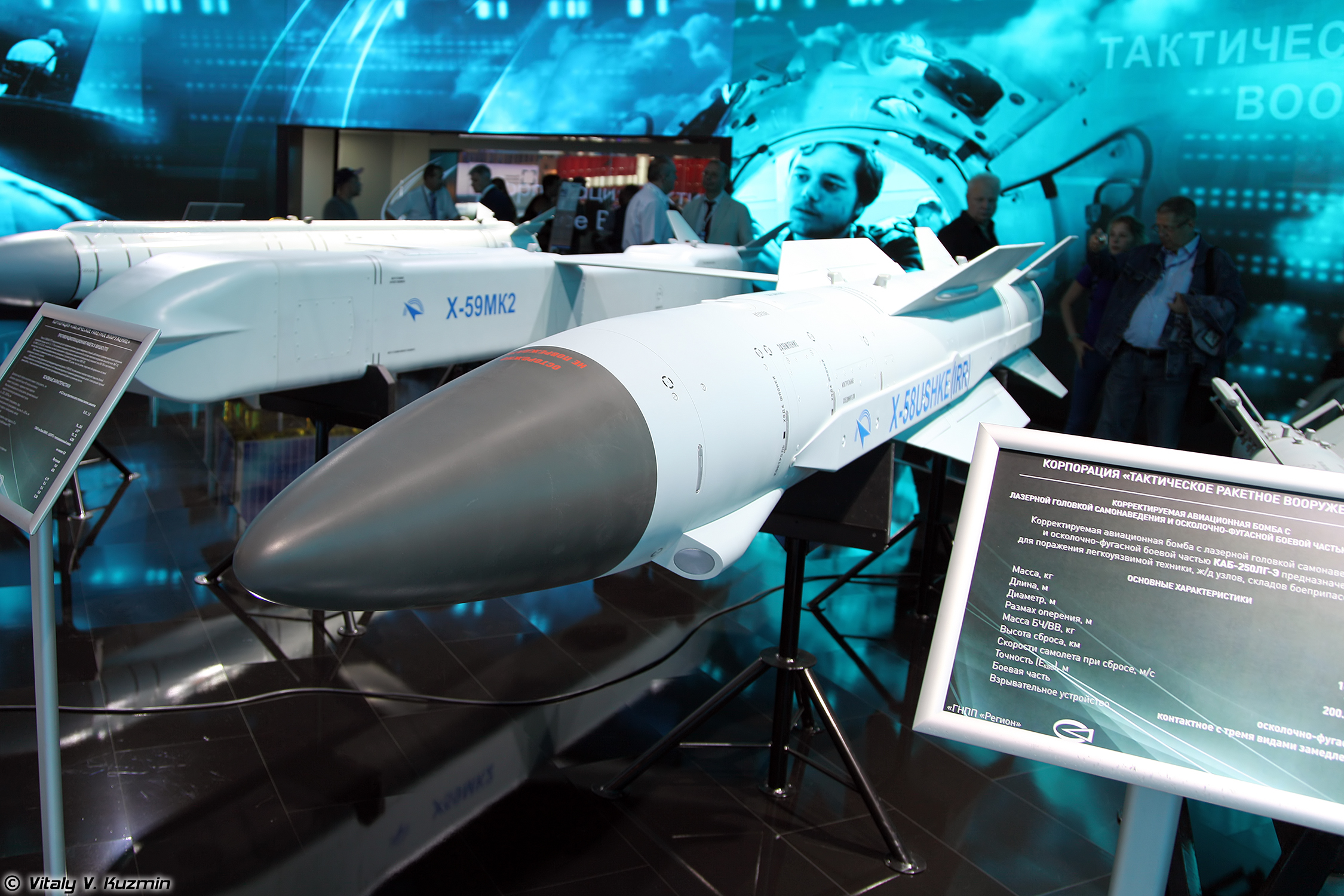
Dernière version du Kh-58

- Dernière version du Kh-58Kh-58UShKE : Version présentée à l'exposition « MAKS 2007 », dotée d'ailettes repliables pour être emportée de manière semi-conforme[4].

Certaines sources occidentales font état d'une version Kh-58A, optimisée aussi bien pour les radars navals que pour l'emploi d'un autodirecteur actif, le transformant alors en missile antinavire.

## Utilisateurs
Ancien
- Union soviétique : Reversés aux États successeurs.

Actuels
- Russie[2]
- Inde[2]
- Malaisie
- Algérie
- Iran
- Pérou
- Pologne[5]
- Anciens pays de l'URSS et du pacte de Varsovie[2].